# Route nationale 852
Pour les articles homonymes, voir Route 852.
La route nationale 852 ou RN 852 était une route nationale française reliant Petreto-Bicchisano à Zonza. À la suite de la réforme de 1972, elle a été déclassée en RD 420.

## Ancien tracé de Petreto-Bicchisano à Zonza (D 420)
- Petreto-Bicchisano 41° 47′ 17,03″ N, 8° 58′ 23,91″ E
- Col de Tega
- Col de Saint-Eustache
- Aullène 41° 46′ 19,31″ N, 9° 04′ 47,95″ E
- Serra-di-Scopamène 41° 45′ 15,07″ N, 9° 06′ 03,34″ E
- Sorbollano 41° 45′ 11,61″ N, 9° 06′ 44,98″ E
- Quenza 41° 45′ 56,56″ N, 9° 08′ 16,36″ E
- Zonza 41° 45′ 03,18″ N, 9° 10′ 18,02″ E